# 三官經
《太上三元賜福赦罪解厄消災延生保命妙經》，簡稱《三官經》、《三官妙經》。撰人不詳，似出於明代。本經依託救苦大仙上請天尊道君，講說祈求三官賜福赦罪解厄之法，收入《萬曆續道藏》。
《三官經》在明代被世人用以祈集功德、消災去禍，清代全真道道士將讀誦此經列入每日功課之一，今世道士則多用於超度亡魂的齋醮法事。

## 題解
三元，指「上元」天官、「中元」地官、「下元」水官，合稱為三元。《太上洞玄靈寶三元玉京玄都大獻經》：「三元者，元，本也。但以上三官為萬物之行本，故曰三元」「言一切眾生，生死命籍，善惡簿錄，普皆繫在三元九府，天地水三官，考校功過，毫分無失。所言三元者，正月十五日為上元，即天官檢勾。七月十五日為中元，即地官檢勾。十月十五日為下元，即水官檢勾。一切眾生，皆是天地水三官之所統攝。」。
三官信仰最早可追溯至東漢。據《三國志·魏書·張魯傳》注引《典略》載：東漢末年，漢中張修一派早期天師教為信眾治病時，舉行「三官手書」儀式，將病人姓名書寫紙上，分別送呈天、地、水三官，以示思過、懺悔、服罪之意。

## 內容
經文內容為稱讚三官大帝的福德及「賜福、赦罪、解厄、消災、延生、保命」等神通妙用，勸喻世人皈依三官大帝，誦經受持，罪滅福生。

## 考據
姜守誠對《三官經》諸本篇章結構、扉畫造型、文末牌記等內容進行比對分析，斷定其成書年代當在明正統十年前後至景泰四年這期間。

## 注解
- 朱耀光《三官真經注釋——附道教常用咒語注解》，2008，高雄縣紫微殿

## 相關著作
- 《元始天尊說三官寶號經》
- 《太上靈寶三元三官消愆滅罪懺》
- 《三官寶誥》

## 外部連結
- 從萬物有靈到聖王崇拜 —— 臺灣三官信仰流變之探析（页面存档备份，存于）
- 《三官經》註解（页面存档备份，存于）